# Harpostomus
Harpostomus is een geslacht van kevers uit de familie van de loopkevers (Carabidae). De wetenschappelijke naam van het geslacht is voor het eerst geldig gepubliceerd in 1856 door Chaudoir.

## Soorten
Het geslacht Harpostomus is monotypisch en omvat slechts de volgende soort:
- Harpostomus opulentus (Gory, 1833)